# Mevlevije
Mevlevije (tur.: Mevlevi, mn. Mevleviler; također Mevlevilik) su derviši mevlevijskog tarikata (derviškog reda) koji je osnovao Hazreti Mevlana Dželaluddin Rumi.
Pripadnike ovog reda ponekad na zapadu nazivaju vrteći derviši, jer se diо njihovog duhovnog ostvarivanja sastoji od plesa u kojem se oni okreću uz muziku neya, bubnjeva i melodije ilahija. Obučavanje derviša mevlevijskog reda obuhvata vjеžbe plesa u kojima derviš prva dva nožna prsta desnog stopala pričvrsti za pod, a zatim se okreće oko njih. Ples (Mevlevi Sema) je postao formalni dio mevlevijskog metoda s Rumijevim nasljednikom, njegovim sinom Veledom. Za vrijeme mevlevijskog plesa sema, crvena se ovčija kožica stavlja na pod i simbolizira prisustvo Šemsi Tebrizija, misterioznog derviša koji je zapalio Dželaluddina Rumija sviješću o Bogu. Mevlevi Sema traje oko sat vremena.
Mevlevijski je red bio zabranjen u Turskoj, kao i svi derviški redovi za vrijeme početne sekularizacije države 1925. godine, ali im je kasnije dozvoljeno da se vrate u život Turske. Neke mevlevije izvodili su predstave svoje muzike i plesa na Zapadu.

## Vanjske poveznice
- Some information about Mevlena and some other Persian poets
- Galata Mevlevi Ensemble  Arhivirana inačica izvorne stranice od 12. lipnja 2017. (Wayback Machine)
- Mevlevi Order of America
- DankPhotos.com: Whirling Dervishes: The Search for Spirituality